# بانپو
بانپو (به لاتین: Banpo) یک شهر و منطقه باستانی در جمهوری خلق چین است که در شی‌آن واقع شده‌است.